# Jasper Cillessen
Jacobus Antonius Peter Cillessen, detto Jasper (Nimega, 22 aprile 1989), è un calciatore olandese, portiere del N.E.C..

## Carriera

### Club

#### Esodi e N.E.C.
Ha iniziato a giocare a calcio nel De Treffers per poi passare alle giovanili del NEC Nijmegen. Dopo aver prolungato il contratto fino al 2012, debutta ufficialmente il 28 agosto 2010 in sostituzione dell'infortunato Gábor Babos contro l'Heerenveen venendo nominato Man of the match. Titolare per il resto della stagione anche dopo la guarigione di Babos, prolunga il contratto fino al 2014.

#### Ajax
Il 30 agosto 2011 l'Ajax ne ufficializza l'ingaggio con contratto valido fino al 30 giugno 2016. Debutta ufficialmente da titolare il 21 settembre in Coppa d'Olanda in Noordwijk-Ajax 1-3. In campionato debutta invece il 15 ottobre in Ajax-AZ Alkmaar 2-2, subentrando all'infortunato Kenneth Vermeer al minuto 67. Il 2 maggio 2012 vince la sua prima Eredivisie con l'Ajax concludendo la stagione con 7 presenze totali.
Nel corso della stagione 2012-2013 debutta nelle coppe europee, il 14 febbraio 2013 in occasione di Ajax-Steaua Bucarest di UEFA Europa League subentrando a Vermeer all'inizio del secondo tempo. Il 5 maggio seguente vince la sua seconda Eredivisie consecutiva con i lancieri. Il 1º ottobre 2013 debutta in Champions League in Ajax-Milan 1-1. In questa stagione scalza Vermeer e vince Supercoppa d'Olanda e ancora l'Eredivisie.
Dal 2014-2015 con la cessione di Vermeer diventa il portiere titolare. Il 2 dicembre 2014 prolunga il proprio contratto con la società fino al 2018. Il 5 aprile 2015 tocca quota 100 presenze in Eredivisie, e in questa stagione gioca in tutto 42 partite subendo 38 reti. In totale con l'Ajax gioca 143 partite con 115 reti subite.

#### Gli anni in Spagna e il ritorno al N.E.C.
Nell'estate 2016 si trasferisce al Barcellona per 13 milioni di euro più 2 di bonus. In blaugrana trova poco spazio in 3 anni, non riuscendo ad affermarsi come titolare fungendo da secondo di ter Stegen.
Il 26 giugno 2019, dopo 3 stagioni al Barcellona, viene annunciato il suo trasferimento al Valencia per 35 milioni di euro risultando il quarto olandese più caro dopo Virgil van Dijk, Frenkie de Jong e Marc Overmars. Anche qui non riesce ad affermarsi collezionando solo 57 presenze in 3 anni.
L’8 agosto 2022, dopo 6 anni trascorsi in Spagna, torna a distanza di 11 anni al N.E.C. con cui firma un contratto triennale.

#### Las Palmas e secondo ritorno al N.E.C
Il 19 giugno 2024 fa ritorno in Spagna siglando un biennale con il Las Palmas.
Il 1° agosto 2025 torna per la seconda volta al N.E.C.

### Nazionale

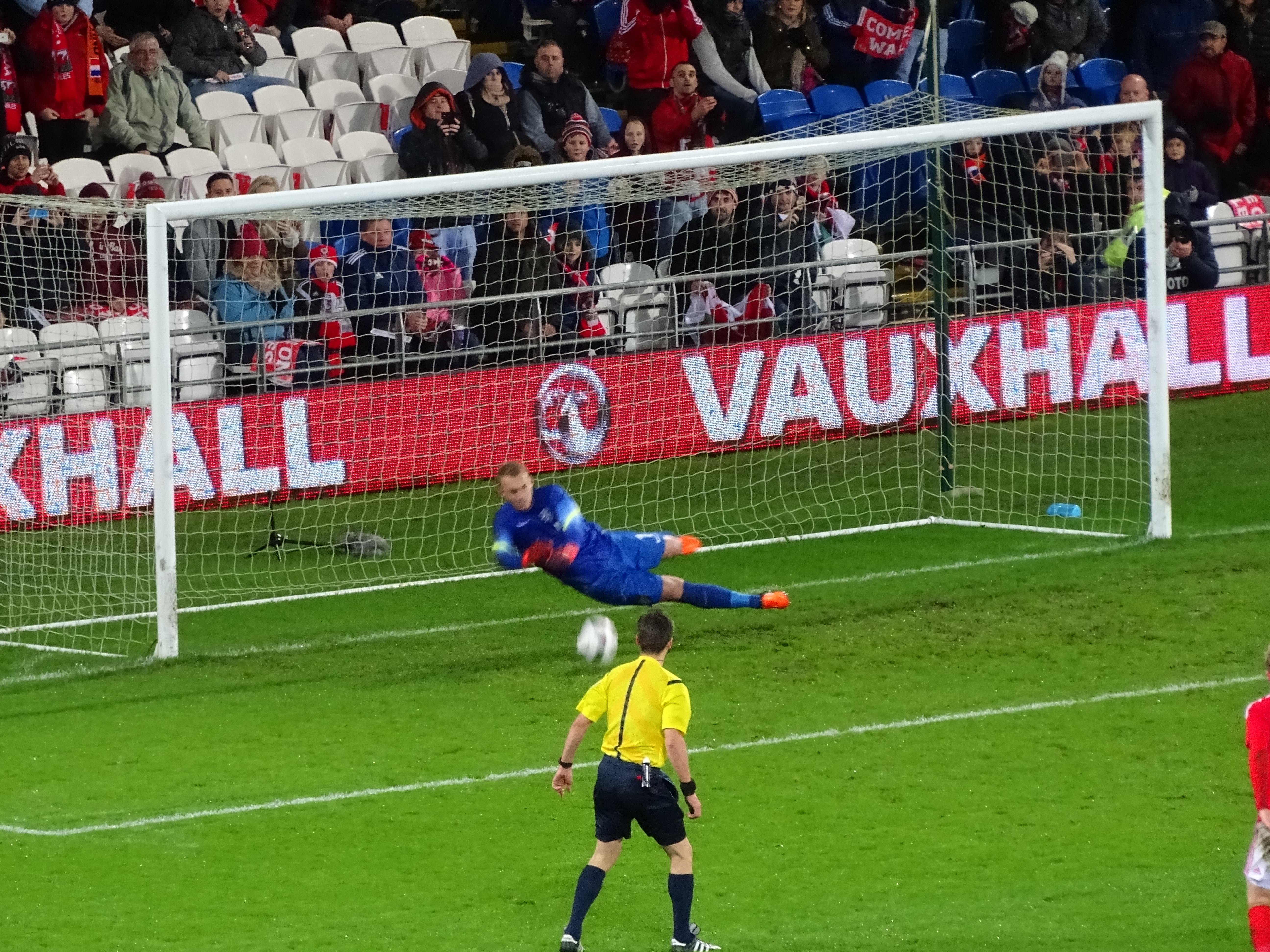
Cillessen para un rigore in amichevole contro il Galles.

Nel 2010 portiere dell'Under-21 in preparazione all'Europeo Under-21, nel giugno del 2011 viene chiamato dal CT della nazionale maggiore Bert van Marwijk in preparazione delle amichevoli contro Brasile e Uruguay del 4 e 8 giugno senza mai esordire. L'esordio arriva il 7 giugno 2013 in amichevole contro l'Indonesia. Pochi mesi dopo viene promosso come titolare a seguito del rendimento negativo di Kenneth Vermeer.
Convocato per i Mondiali in Brasile del 2014, Cillessen è il portiere titolare della formazione olandese durante la manifestazione. Gioca tutte le partite degli arancioni, tranne il finale dei quarti di finale contro la Costa Rica, quando viene sostituito da Krul al 120', che parerà due rigori, portando così l'Olanda in semifinale. In semifinale gli olandesi vanno nuovamente ai rigori contro l'Argentina; questa volta Cillessen resta in campo durante i tiri dal dischetto, senza riuscire a neutralizzare nessuno dei 4 tiri degli argentini che eliminano così gli oranje, che chiudono la competizione al 3º posto dopo avere battuto i padroni di casa del Brasile nella finale per raggiungere l'apposito traguardo.
Dopo i Mondiali continua a essere titolare anche negli anni in cui l'Olanda non si qualifica ai tornei (nella fattispecie Euro 2016 e i Mondiali 2018). Confermato anche successivamente da Ronald Koeman e Frank De Boer, viene convocato da quest'ultimo per gli europei nel 2021, ma è costretto a rinunciare dopo avere contratto il COVID-19 a pochi giorni dal torneo.
Nell’agosto del 2021 il nuovo CT Louis van Gaal, già avuto per i Mondiali del 2014, lo esclude dai convocati per le gare di qualificazione ai Mondiali del 2022. Tuttavia viene richiamato per sostituire l’infortunato Bijlow, giocando da titolare, e mantenendo la rete inviolata, la partita decisiva del 16 novembre vinta contro la Norvegia (2-0), che vale la qualificazione degli orange ai mondiali, dopo l'assenza nell'edizione precedente.

## Statistiche

### Presenze e reti nei club
Statistiche aggiornate al 1° agosto 2025.
| Stagione            | Squadra             | Campionato          | Campionato | Campionato | Coppe nazionali | Coppe nazionali | Coppe nazionali | Coppe continentali | Coppe continentali | Coppe continentali | Altre coppe | Altre coppe | Altre coppe | Totale | Totale |
| Stagione            | Squadra             | Comp                | Pres       | Reti       | Comp            | Pres            | Reti            | Comp               | Pres               | Reti               | Comp        | Pres        | Reti        | Pres   | Reti   |
| ------------------- | ------------------- | ------------------- | ---------- | ---------- | --------------- | --------------- | --------------- | ------------------ | ------------------ | ------------------ | ----------- | ----------- | ----------- | ------ | ------ |
| 2010-2011           | N.E.C.              | ED                  | 31         | -49        | CO              | 1               | -4              | -                  | -                  | -                  | -           | -           | -           | 32     | -53    |
| ago. 2011           | N.E.C.              | ED                  | 3          | -6         | CO              | 0               | 0               | -                  | -                  | -                  | -           | -           | -           | 3      | -6     |
| 2011-2012           | Ajax                | ED                  | 4          | -1         | CO              | 3               | -6              | -                  | -                  | -                  | -           | -           | -           | 7      | -7     |
| 2012-2013           | Ajax                | ED                  | 5          | -3         | CO              | 5               | -3              | UEL                | 1                  | 0                  | -           | -           | -           | 11     | -6     |
| 2013-2014           | Ajax                | ED                  | 25         | -13        | CO              | 1               | -2              | UCL+UEL            | 5+2                | -4 + -6            | SO          | 0           | 0           | 33     | -25    |
| 2014-2015           | Ajax                | ED                  | 32         | -26        | CO              | 0               | 0               | UCL+UEL            | 6+4                | -10 + -2           | SO          | 0           | 0           | 42     | -38    |
| 2015-2016           | Ajax                | ED                  | 33         | -21        | CO              | 1               | -1              | UCL+UEL            | 2+8                | -5 + -6            | -           | -           | -           | 44     | -33    |
| ago. 2016           | Ajax                | ED                  | 2          | -3         | CO              | -               | -               | UCL                | 4                  | -7                 | -           | -           | -           | 6      | -10    |
| Totale Ajax         | Totale Ajax         | Totale Ajax         | 101        | -67        |                 | 10              | -12             |                    | 32                 | -40                |             | 0           | 0           | 143    | -119   |
| 2016-2017           | Barcellona          | PD                  | 1          | -2         | CR              | 8               | -7              | UCL                | 1                  | -0                 | SS          | -           | -           | 10     | -9     |
| 2017-2018           | Barcellona          | PD                  | 1          | -1         | CR              | 9               | -2              | UCL                | 1                  | -0                 | SS          | 0           | -0          | 11     | -3     |
| 2018-2019           | Barcellona          | PD                  | 3          | -4         | CR              | 5               | -6              | UCL                | 0                  | -0                 | SS          | 0           | -0          | 9      | -10    |
| Totale Barcellona   | Totale Barcellona   | Totale Barcellona   | 5          | -7         |                 | 23              | -15             |                    | 2                  | -0                 |             | 0           | -0          | 30     | -22    |
| 2019-2020           | Valencia            | PD                  | 24         | -30        | CR              | 0               | 0               | UCL                | 6                  | -11                | -           | -           | -           | 30     | -41    |
| 2020-2021           | Valencia            | PD                  | 10         | -11        | CR              | 0               | 0               | -                  | -                  | -                  | -           | -           | -           | 10     | -11    |
| 2021-2022           | Valencia            | PD                  | 17         | -29        | CR              | 0               | 0               | -                  | -                  | -                  | -           | -           | -           | 17     | -29    |
| Totale Valencia     | Totale Valencia     | Totale Valencia     | 51         | -70        |                 | 0               | 0               |                    | 6                  | -11                |             | -           | -           | 57     | -81    |
| 2022-2023           | N.E.C.              | ED                  | 32         | -43        | CO              | 0               | 0               | -                  | -                  | -                  | -           | -           | -           | 32     | -43    |
| 2023-2024           | N.E.C.              | ED                  | 30+1       | -46 + -2   | CO              | 2               | -2              | -                  | -                  | -                  | -           | -           | -           | 33     | -50    |
| 2024-2025           | Las Palmas          | PD                  | 18         | -28        | CR              | 0               | 0               | -                  | -                  | -                  | -           | -           | -           | 18     | -28    |
| 2025-2026           | N.E.C.              | ED                  | -          | -          | CO              | -               | -               | -                  | -                  | -                  | -           | -           | -           | -      | -      |
| Totale NEC Nijmegen | Totale NEC Nijmegen | Totale NEC Nijmegen | 97         | -146       |                 | 3               | -6              | -                  | -                  | -                  | -           | -           | -           | 100    | -152   |
| Totale carriera     | Totale carriera     | Totale carriera     | 272        | -318       |                 | 36              | -33             |                    | 40                 | -51                |             | 0           | 0           | 348    | -402   |

### Cronologia presenze e reti in nazionale
| Cronologia completa delle presenze e delle reti in nazionale ― Paesi Bassi | Cronologia completa delle presenze e delle reti in nazionale ― Paesi Bassi | Cronologia completa delle presenze e delle reti in nazionale ― Paesi Bassi | Cronologia completa delle presenze e delle reti in nazionale ― Paesi Bassi | Cronologia completa delle presenze e delle reti in nazionale ― Paesi Bassi | Cronologia completa delle presenze e delle reti in nazionale ― Paesi Bassi | Cronologia completa delle presenze e delle reti in nazionale ― Paesi Bassi | Cronologia completa delle presenze e delle reti in nazionale ― Paesi Bassi |
| Data                                                                       | Città                                                                      | In casa                                                                    | Risultato                                                                  | Ospiti                                                                     | Competizione                                                               | Reti                                                                       | Note                                                                       |
| -------------------------------------------------------------------------- | -------------------------------------------------------------------------- | -------------------------------------------------------------------------- | -------------------------------------------------------------------------- | -------------------------------------------------------------------------- | -------------------------------------------------------------------------- | -------------------------------------------------------------------------- | -------------------------------------------------------------------------- |
| 7-6-2013                                                                   | Giacarta                                                                   | Indonesia                                                                  | 0 – 3                                                                      | Paesi Bassi                                                                | Amichevole                                                                 | -                                                                          | 46’                                                                        |
| 15-10-2013                                                                 | Istanbul                                                                   | Turchia                                                                    | 0 – 2                                                                      | Paesi Bassi                                                                | Qual. Mondiali 2014                                                        | -                                                                          |                                                                            |
| 16-11-2013                                                                 | Genk                                                                       | Giappone                                                                   | 2 – 2                                                                      | Paesi Bassi                                                                | Amichevole                                                                 | -2                                                                         |                                                                            |
| 19-11-2013                                                                 | Amsterdam                                                                  | Paesi Bassi                                                                | 0 – 0                                                                      | Colombia                                                                   | Amichevole                                                                 | -                                                                          |                                                                            |
| 5-3-2014                                                                   | Saint-Denis                                                                | Francia                                                                    | 2 – 0                                                                      | Paesi Bassi                                                                | Amichevole                                                                 | -2                                                                         |                                                                            |
| 17-5-2014                                                                  | Amsterdam                                                                  | Paesi Bassi                                                                | 1 – 1                                                                      | Ecuador                                                                    | Amichevole                                                                 | -1                                                                         |                                                                            |
| 31-5-2014                                                                  | Rotterdam                                                                  | Paesi Bassi                                                                | 1 – 0                                                                      | Ghana                                                                      | Amichevole                                                                 | -                                                                          |                                                                            |
| 4-6-2014                                                                   | Amsterdam                                                                  | Paesi Bassi                                                                | 2 – 0                                                                      | Galles                                                                     | Amichevole                                                                 | -                                                                          |                                                                            |
| 13-6-2014                                                                  | Salvador                                                                   | Spagna                                                                     | 1 – 5                                                                      | Paesi Bassi                                                                | Mondiali 2014 - 1º turno                                                   | -1                                                                         |                                                                            |
| 18-6-2014                                                                  | Porto Alegre                                                               | Australia                                                                  | 2 – 3                                                                      | Paesi Bassi                                                                | Mondiali 2014 - 1º turno                                                   | -2                                                                         |                                                                            |
| 23-6-2014                                                                  | San Paolo                                                                  | Paesi Bassi                                                                | 2 – 0                                                                      | Cile                                                                       | Mondiali 2014 - 1º turno                                                   | -                                                                          |                                                                            |
| 29-6-2014                                                                  | Fortaleza                                                                  | Paesi Bassi                                                                | 2 – 1                                                                      | Messico                                                                    | Mondiali 2014 - Ottavi di finale                                           | -1                                                                         |                                                                            |
| 5-7-2014                                                                   | Salvador                                                                   | Paesi Bassi                                                                | 0 – 0 dts (4 – 3 dtr)                                                      | Costa Rica                                                                 | Mondiali 2014 - Quarti di finale                                           | -                                                                          | 121’                                                                       |
| 9-7-2014                                                                   | San Paolo                                                                  | Paesi Bassi                                                                | 0 – 0 dts (2 – 4 dtr)                                                      | Argentina                                                                  | Mondiali 2014 - Semifinale                                                 | -                                                                          |                                                                            |
| 12-7-2014                                                                  | Brasilia                                                                   | Brasile                                                                    | 0 – 3                                                                      | Paesi Bassi                                                                | Mondiali 2014 - 3º posto                                                   | -                                                                          | 90+3’                                                                      |
| 4-9-2014                                                                   | Bari                                                                       | Italia                                                                     | 2 – 0                                                                      | Paesi Bassi                                                                | Amichevole                                                                 | -2                                                                         |                                                                            |
| 9-9-2014                                                                   | Praga                                                                      | Rep. Ceca                                                                  | 2 – 1                                                                      | Paesi Bassi                                                                | Qual. Euro 2016                                                            | -2                                                                         |                                                                            |
| 10-10-2014                                                                 | Amsterdam                                                                  | Paesi Bassi                                                                | 3 – 1                                                                      | Kazakistan                                                                 | Qual. Euro 2016                                                            | -1                                                                         |                                                                            |
| 13-10-2014                                                                 | Reykjavík                                                                  | Islanda                                                                    | 2 – 0                                                                      | Paesi Bassi                                                                | Qual. Euro 2016                                                            | -2                                                                         |                                                                            |
| 16-11-2014                                                                 | Amsterdam                                                                  | Paesi Bassi                                                                | 6 – 0                                                                      | Lettonia                                                                   | Qual. Euro 2016                                                            | -                                                                          |                                                                            |
| 28-3-2015                                                                  | Amsterdam                                                                  | Paesi Bassi                                                                | 1 – 1                                                                      | Turchia                                                                    | Qual. Euro 2016                                                            | -1                                                                         |                                                                            |
| 5-6-2015                                                                   | Amsterdam                                                                  | Paesi Bassi                                                                | 3 – 4                                                                      | Stati Uniti                                                                | Amichevole                                                                 | -4                                                                         |                                                                            |
| 3-9-2015                                                                   | Amsterdam                                                                  | Paesi Bassi                                                                | 0 – 1                                                                      | Islanda                                                                    | Qual. Euro 2016                                                            | -1                                                                         |                                                                            |
| 6-9-2015                                                                   | Konya                                                                      | Turchia                                                                    | 3 – 0                                                                      | Paesi Bassi                                                                | Qual. Euro 2016                                                            | -3                                                                         |                                                                            |
| 13-11-2015                                                                 | Cardiff                                                                    | Galles                                                                     | 2 – 3                                                                      | Paesi Bassi                                                                | Qual. Euro 2016                                                            | -2                                                                         |                                                                            |
| 25-3-2016                                                                  | Amsterdam                                                                  | Paesi Bassi                                                                | 2 – 3                                                                      | Francia                                                                    | Amichevole                                                                 | -3                                                                         |                                                                            |
| 27-5-2016                                                                  | Dublino                                                                    | Irlanda                                                                    | 1 – 1                                                                      | Paesi Bassi                                                                | Amichevole                                                                 | -1                                                                         |                                                                            |
| 1-6-2016                                                                   | Danzica                                                                    | Polonia                                                                    | 1 – 2                                                                      | Paesi Bassi                                                                | Amichevole                                                                 | -1                                                                         |                                                                            |
| 4-6-2016                                                                   | Vienna                                                                     | Austria                                                                    | 0 – 2                                                                      | Paesi Bassi                                                                | Amichevole                                                                 | -                                                                          | 74’                                                                        |
| 4-6-2017                                                                   | Rotterdam                                                                  | Paesi Bassi                                                                | 5 – 0                                                                      | Costa d'Avorio                                                             | Amichevole                                                                 | -                                                                          |                                                                            |
| 9-6-2017                                                                   | Rotterdam                                                                  | Paesi Bassi                                                                | 5 – 0                                                                      | Lussemburgo                                                                | Qual. Mondiali 2018                                                        | -                                                                          |                                                                            |
| 31-8-2017                                                                  | Saint-Denis                                                                | Francia                                                                    | 4 – 0                                                                      | Paesi Bassi                                                                | Qual. Mondiali 2018                                                        | -4                                                                         |                                                                            |
| 3-9-2017                                                                   | Amsterdam                                                                  | Paesi Bassi                                                                | 3 – 1                                                                      | Bulgaria                                                                   | Qual. Mondiali 2018                                                        | -1                                                                         |                                                                            |
| 7-10-2017                                                                  | Borisov                                                                    | Bielorussia                                                                | 1 – 3                                                                      | Paesi Bassi                                                                | Qual. Mondiali 2018                                                        | -1                                                                         |                                                                            |
| 10-10-2017                                                                 | Amsterdam                                                                  | Paesi Bassi                                                                | 2 – 0                                                                      | Svezia                                                                     | Qual. Mondiali 2018                                                        | -                                                                          |                                                                            |
| 9-11-2017                                                                  | Aberdeen                                                                   | Scozia                                                                     | 0 – 1                                                                      | Paesi Bassi                                                                | Amichevole                                                                 | -                                                                          |                                                                            |
| 14-11-2017                                                                 | Bucarest                                                                   | Romania                                                                    | 0 – 3                                                                      | Paesi Bassi                                                                | Amichevole                                                                 | -                                                                          |                                                                            |
| 26-3-2018                                                                  | Ginevra                                                                    | Portogallo                                                                 | 0 – 3                                                                      | Paesi Bassi                                                                | Amichevole                                                                 | -                                                                          |                                                                            |
| 4-6-2018                                                                   | Torino                                                                     | Italia                                                                     | 1 – 1                                                                      | Paesi Bassi                                                                | Amichevole                                                                 | -1                                                                         |                                                                            |
| 6-9-2018                                                                   | Amsterdam                                                                  | Paesi Bassi                                                                | 2 – 1                                                                      | Perù                                                                       | Amichevole                                                                 | -1                                                                         |                                                                            |
| 9-9-2018                                                                   | Parigi                                                                     | Francia                                                                    | 2 – 1                                                                      | Paesi Bassi                                                                | UEFA Nations League 2018-2019 - 1º turno                                   | -2                                                                         |                                                                            |
| 13-10-2018                                                                 | Amsterdam                                                                  | Paesi Bassi                                                                | 3 – 0                                                                      | Germania                                                                   | UEFA Nations League 2018-2019 - 1º turno                                   | -                                                                          |                                                                            |
| 16-10-2018                                                                 | Bruxelles                                                                  | Belgio                                                                     | 1 – 1                                                                      | Paesi Bassi                                                                | Amichevole                                                                 | -1                                                                         |                                                                            |
| 16-11-2018                                                                 | Rotterdam                                                                  | Paesi Bassi                                                                | 2 – 0                                                                      | Francia                                                                    | UEFA Nations League 2018-2019 - 1º turno                                   | -                                                                          |                                                                            |
| 19-11-2018                                                                 | Gelsenkirchen                                                              | Germania                                                                   | 2 – 2                                                                      | Paesi Bassi                                                                | UEFA Nations League 2018-2019 - 1º turno                                   | -2                                                                         |                                                                            |
| 21-3-2019                                                                  | Rotterdam                                                                  | Paesi Bassi                                                                | 4 – 0                                                                      | Bielorussia                                                                | Qual. Euro 2020                                                            | -                                                                          |                                                                            |
| 24-3-2019                                                                  | Amsterdam                                                                  | Paesi Bassi                                                                | 2 – 3                                                                      | Germania                                                                   | Qual. Euro 2020                                                            | -3                                                                         |                                                                            |
| 6-6-2019                                                                   | Guimarães                                                                  | Paesi Bassi                                                                | 3 – 1 dts                                                                  | Inghilterra                                                                | UEFA Nations League 2018-2019 - Semifinale                                 | -1                                                                         |                                                                            |
| 9-6-2019                                                                   | Porto                                                                      | Portogallo                                                                 | 1 – 0                                                                      | Paesi Bassi                                                                | UEFA Nations League 2018-2019 - Finale                                     | -1                                                                         | [ 25 ]                                                                     |
| 6-9-2019                                                                   | Amburgo                                                                    | Germania                                                                   | 2 – 4                                                                      | Paesi Bassi                                                                | Qual. Euro 2020                                                            | -2                                                                         |                                                                            |
| 9-9-2019                                                                   | Tallinn                                                                    | Estonia                                                                    | 0 – 4                                                                      | Paesi Bassi                                                                | Qual. Euro 2020                                                            | -                                                                          |                                                                            |
| 10-10-2019                                                                 | Rotterdam                                                                  | Paesi Bassi                                                                | 3 – 1                                                                      | Irlanda del Nord                                                           | Qual. Euro 2020                                                            | -1                                                                         |                                                                            |
| 13-10-2019                                                                 | Minsk                                                                      | Bielorussia                                                                | 1 – 2                                                                      | Paesi Bassi                                                                | Qual. Euro 2020                                                            | -1                                                                         |                                                                            |
| 16-11-2019                                                                 | Belfast                                                                    | Irlanda del Nord                                                           | 0 – 0                                                                      | Paesi Bassi                                                                | Qual. Euro 2020                                                            | -                                                                          |                                                                            |
| 19-11-2019                                                                 | Amsterdam                                                                  | Paesi Bassi                                                                | 5 – 0                                                                      | Estonia                                                                    | Qual. Euro 2020                                                            | -                                                                          |                                                                            |
| 4-9-2020                                                                   | Amsterdam                                                                  | Paesi Bassi                                                                | 1 – 0                                                                      | Polonia                                                                    | UEFA Nations League 2020-2021 - 1º turno                                   | -                                                                          |                                                                            |
| 7-9-2020                                                                   | Amsterdam                                                                  | Paesi Bassi                                                                | 0 – 1                                                                      | Italia                                                                     | UEFA Nations League 2020-2021 - 1º turno                                   | -1                                                                         |                                                                            |
| 11-10-2020                                                                 | Zenica                                                                     | Bosnia ed Erzegovina                                                       | 0 – 0                                                                      | Paesi Bassi                                                                | UEFA Nations League 2020-2021 - 1º turno                                   | -                                                                          |                                                                            |
| 14-10-2020                                                                 | Bergamo                                                                    | Italia                                                                     | 1 – 1                                                                      | Paesi Bassi                                                                | UEFA Nations League 2020-2021 - 1º turno                                   | -1                                                                         |                                                                            |
| 16-11-2021                                                                 | Rotterdam                                                                  | Paesi Bassi                                                                | 2 – 0                                                                      | Norvegia                                                                   | Qual. Mondiali 2022                                                        | -                                                                          |                                                                            |
| 3-6-2022                                                                   | Bruxelles                                                                  | Belgio                                                                     | 1 – 4                                                                      | Paesi Bassi                                                                | UEFA Nations League 2022-2023 - 1º turno                                   | -1                                                                         |                                                                            |
| 14-6-2022                                                                  | Rotterdam                                                                  | Paesi Bassi                                                                | 3 – 2                                                                      | Galles                                                                     | UEFA Nations League 2022-2023 - 1º turno                                   | -2                                                                         |                                                                            |
| 24-3-2023                                                                  | Saint-Denis                                                                | Francia                                                                    | 4 – 0                                                                      | Paesi Bassi                                                                | Qual. Euro 2024                                                            | -4                                                                         |                                                                            |
| 27-3-2023                                                                  | Rotterdam                                                                  | Paesi Bassi                                                                | 3 – 0                                                                      | Gibilterra                                                                 | Qual. Euro 2024                                                            | -                                                                          |                                                                            |
| Totale                                                                     |                                                                            | Presenze                                                                   | 65                                                                         |                                                                            | Reti                                                                       | -63                                                                        |                                                                            |

## Palmarès

### Club

#### Competizioni nazionali
- Campionato olandese: 3

Ajax: 2011-2012, 2012-2013, 2013-2014
- Supercoppa dei Paesi Bassi: 1

Ajax: 2013
- Campionato spagnolo: 2

Barcellona: 2017-2018, 2018-2019
- Coppa di Spagna: 2

Barcellona: 2016-2017, 2017-2018
- Supercoppa di Spagna: 1

Barcellona: 2018